# Antogildo Pacoal Vianna
Antogildo Pacoal Vianna (Itacoatira, 21/04/1927) foi um estivador e sindicalista da Federação Nacional dos Estivadores. Morreu em 08/04/1964, no Rio de Janeiro, ao se projetar da janela do quinto andar do edifício do Hospital do Instituto de Aposentadoria e Pensões dos Trabalhadores e Cargas (IAPETC) - atual Hospital Federal de Bonsucesso - na Avenida Brasil, segundo a versão oficial. No entanto, a versão de suicídio tem sido contestada desde a publicação da obra Tortura de Torturados, onde haveria relatos de outras lideranças que teriam supostamente cometido suicídio no mesmo período.

## Biografia
Antogildo Pacoal Vianna nasceu em Itacoatira, município localizado no estado do Amazonas, e demonstrou desde cedo interesse pelo movimento sindical organizado. Em 1954, com 27 anos de idade, Antogildo foi eleito para presidente do Sindicato dos Estivadores de Manaus. Ficou nesse cargo até o ano de 1962, e, no ano seguinte, mudou-se para o Rio de Janeiro, onde obteve o cargo de tesoureiro da Federação Nacional dos Estivadores. Pouco tempo antes do golpe de 1964, passou a compor o recém-criado Comando Geral dos Trabalhadores (CGT).
Filho de Ranulfo Viana (1904-1991) e de Elvira Pascoal Viana (1904-1981). Seu pai foi sacristão da Paróquia de Nossa Senhora do Rosário de Itacoatira, em 1917-1925, pelo comando do vigário padre Joaquim Pereira (português), e serviu na Empresa de Navegação Loide Brasileiro (agência de Itacoatira: 1926-1942 e agência de Manaus 1942-1945).
Antogildo foi para Manaus em companhia de seus pais e de seus nove irmãos, entre eles estaria o futuro advogado e alto servidor do SESP (Serviço Especial de Saúde Pública), José Aldo Pacoal Vianna, e a futura enfermeira e professora da Escola de Enfermagem de Manaus, Maria Helena Pacoal Vianna.
Antogildo fez o curso primário nessa cidade no grupo escolar Coronel Cruz, e em 1942 mudou-se para Manaus, onde prestou exames para ingresso na Escola Técnica Federal do Amazonas. Ele era especializado em legislação trabalhista, e, no período anterior ao golpe de Estado de 1964, movimentou-se intensamente em defesa dos trabalhadores do Amazonas, em especial para a classe dos estivadores.
Em razão de sua luta e de seu ideal, até hoje é considerado como um dos mais destacados líderes sindicais do país, e por conta desse fator, foi perseguido em demasia pelas forças armadas. No momento em que o movimento militar depôs o presidente João Goulart, de quem era amigo pessoal, Antogildo Vianna estava no Rio de Janeiro exercendo o cargo de tesoureiro da Federação Nacional dos Estivadores.
Antogildo fora casado com Idelzuita Henrique Viana, com quem teve uma filha. Morreu aos 36 anos, no hospital do Instituto de Aposentadoria e Pensões dos Trabalhadores e Cargas (IAPETC).

## Circunstâncias da morte
Antogildo Pacoal Vianna faleceu em 8 de abril de 1964, no Hospital do Instituto de Aposentadoria e Pensões dos Trabalhadores e Cargas (IAPETC) - hoje é o Hospital Federal de Bonsucesso. De acordo com a versão oficial, ele teria morrido ao se jogar da janela do quinto andar desse edifício. Depois de mais de 50 anos da morte do líder sindical, as investigações ocorridas não esclarecem completamente as circunstâncias da morte do sujeito.
A publicação de Torturas e Torturados, de Márcio Moreira Alves, em 1966, onde há informes de figuras do âmbito político e sindical que alegadamente haveriam realizado suicídio, serviu de argumento para a contestação. Ao longo de todo regime ditatorial, era prática comum dos agentes da repressão simularem as execuções como se fossem suicídios. No entanto, há fatos que apresentam fortes suspeitas de que o suicídio tenha sido o último meio daqueles que foram ou seriam submetidos às situações degradantes que permeavam o cotidiano dos militantes aprisionados pelos órgãos de repressão.
Um bilhete de suicídio, que teria sido escrito por Antogildo, foi apresentado por sua viúvia, no processo que foi levado à Comissão Especial sobre Mortos e Desaparecidos Políticos (CEMDP). No texto, produzido na embrião do Rio de Janeiro, Antogildo pede que seus restos mortais sejam levados e enterrados no bairro da Colônia Oliveira Machado, em Manaus. O bilhete apresenta o suposto motivo pelo qual Antogildo teria se suicidado: "Não podia suportar mais tanta doença e fraqueza mental. Sempre fui honesto para com todos e tudo, inclusive a pátria."
Na certidão que foi expedida pela Agência Brasileira de Inteligência (Abin), juntamente com o processo apresentado à Comissão Especial sobre Mortos e Desaparecidos Políticos (CEMDP), consta a informação de que Antogildo Pacoal Vianna já estava sendo vigiado, naquele momento, pelas autoridades do governo brasileiro. Os registros da Abin mostram que, em 1962, Antogildo, que estava como presidente do Sindicato dos Estivadores de Manaus, havia participado da greve geral, que paralisou o porto da cidade.
Os documentos que foram encontrados no Arquivo Nacional do Rio de Janeiro pelos pesquisadores da CNV mostram que, anos após a morte do indivíduo, os membros da comunidade de informação e repressão continuavam a se referir a Antogildo como um perigoso comunista e agitador social.
O corpo de Antogildo fora enterrado no cemitério São Francisco Xavier, no bairro do Caju, no Rio de Janeiro, contrariando o desejo expresso no bilhete do suicídio. No momento em que a família buscou transportar o corpo para Manaus, tomou conhecimento que os restos mortais haviam desaparecido da cova seis meses após o enterro.
Pesquisas que foram realizadas pela Comissão Nacional da Verdade apresentaram a existência de se uma série de elementos de convicção que possibilitam apontar que Antogildo Pacoal fora vítima de perseguição política e que, por conta disso, teria cometido suicídio em consequência das sequelas psicológicas, procedentes da violência a que fora submetido.
Seu passado atrelado a sua atuação sindical e sua ligação com o âmbito político em temas relacionados às demandas trabalhistas formam estofo adicional para a teoria firmada sobre o caso. O suicídio foi realizado como efeito do tratamento violento e da perseguição que fora submetido.

## Considerações sobre o caso até a instituição da CNV
A Comissão Especial sobre Mortos e Desaparecidos Políticos (CEMDP), em decisão de 8 de dezembro de 2005, reconheceu a responsabilidade do Estado brasileiro pela morte de Antogildo Pacoal Vianna. Seu nome consta no Dossiê ditadura: mortos e desaparecidos políticos no Brasil (1964-1985), organizado pela Comissão de Familiares de Mortos e Desaparecidos Políticos.